# Borough Green
Borough Green est une localité du Kent, au Royaume-Uni.

## Historique
La présence humaine dans la zone date du paléolithique à la moindre estimation, attestée à travers la découverte de deux abris sous roche à Oldbury Hill, deux miles de la paroisse. On a aussi trouvé deux lieux de sépulture romains, qui datent du 100 avant JC.
Les premières traces écrites de la localité remontent au seizième siècle, où elle apparaît comme 'Borrowe Grene' en 1575. Située dans un carrefour avec la vieille route de Gravesend à Hastings, sa location la rendait une halte importante pour les voyageurs, et on commençait à ouvrir des auberges. Parmi les plus anciennes, il y avait le 'White Bear' (L'Ours Blanc - mentionné en 1586) et le 'Black Bull' (le Taureau Noir - mentionné en 1592) qui est encore ouvert sous le nom du 'The Black Horse' (Le Cheval Noir).
En 1841, il y avait 360 residents dans le village. Après l'ouverture de la gare en 1874, le village s'est développé et la population a atteint 682 en 1891. Au début du vingtième siècle, le village a reçoit l'eau acheminée par tuyau et en 1930, l'electricité.

## Églises
Il y a une variété de confessions chrétiennes actives en Borough Green:
- The Church of the Good Shepherd: une église anglicane consacrée en 1906.
- Borough Green Baptist Church: une église baptiste ouverte en 1817.
- St Joseph's Catholic Church: une église catholique ouverte en 2017.

## Personnalités liées à la commune
- Catherine Crowe (1803-1876), écrivaine et traductrice, y est née.